# Trichophyton tonsurans
Espèce
Trichophyton tonsurans est une espèce de champignons de la famille des Arthrodermataceae.
C’est un des champignons responsables de la teigne.
Trichophyton tonsurans est un dermatophyte anthropophile initialement d’origine tropicale, mais qui connait depuis les années 2000, une extension importante avec la description dans l’hémisphère nord d’épidémies de teignes du cuir chevelu en milieu scolaire et d’épidermophyties circinées en milieu sportif, en lien avec la pratique des arts martiaux.
En France, T. tonsurans provient essentiellement de Guyane et des Caraïbes (Haïti notamment). Ce champignon anthropophile présente un spectre clinique extrêmement large allant du simple état squameux du cuir chevelu (pour les porteurs sains) à de véritables kérions (teignes inflammatoires), en passant par la classique teigne tondante trichophytique à petites plaques alopéciques squameuses.

## Liste des variétés
Selon NCBI (27 octobre 2013) :
- variété Trichophyton tonsurans var. sulfureum